# Dpi
 Denne artikel omhandler printeropløsning. Opslagsordet har også en anden betydning, se DPI.
DPI betyder dots per inch og beskriver en printers eller trykmaskines opløsning. En printer har ofte en opløsning på 400 eller 600 dpi, men fås også med 1200 dpi. Trykmaskiner har ofte en opløsning på 1200 eller 2400 dpi, hvilket betyder, at maskinen kan afsætte 1200 eller 2400 farvepunkter per tomme.
Da en printer eller en trykmaskine kun har et begrænset antal farver at trykke med – ofte cyan, magenta, gul og sort CMYK – skal der bruges mere end en dot for at gengive forskellige nuancer af hver farve. Derfor opdeles trykfladen i et antal rasterpunkter, der hvert består af et antal dots f.eks. 10 gange 10 dots. Hvert rasterpunkt gengiver én nuance af farven. Så når der skal gengives f.eks. 10% sort, afsætter trykmaskinen 10 100% sorte farveklatter – dots – i rasterpunktet og lader resten af rasterpunktet være ufarvet. Da rasterpunktet er meget lille, blander det menneskelige øje det farvede område sammen med det ufarvede og ser farvenuancen som 10% sort.
Antallet af rastepunkter beskrives som lpi (linjer per inch) eller lpc (linjer per cm).
Dpi bliver ofte fejlagtigt brugt om billedopløsning. Et billedes opløsning angives korrekt som ppi.
Som en tommelfingerregel kan man dele en printer eller trykmaskines opløsning med 4 for at få den maksimale billedopløsning, som printeren eller trykmaskinen kan gengive. En printer med en opløsning på 600 dpi vil således kunne printe et billede i en kvalitet, der svarer til 150 ppi.